# Yrjö Kianne
Yrjö Valtter Kianne, född Kyander 28 april 1899 i Tusby, död 22 december 1961, var en finländsk skådespelare. Han använde sig av artistnamnet Yrjö Kianne. Han var gift med skådespelaren Annikki Karhi.
Kianne medverkade i totalt fyra filmer 1943, 1944 och 1946 samt tilldelades 1955 Pro Finlandia-medaljen.

## Filmografi[1]
- Miehen vankina, 1943
- Kaksi kivaa kaveria, 1944
- Minä jätän sinut, 1944
- Pajasta palatsiin, 1946